# Domloup
Domloup é uma comuna francesa na região administrativa da Bretanha, no departamento Ille-et-Vilaine. Estende-se por uma área de 18,53 km². Em 2010 a comuna tinha 3 669 habitantes (densidade: 198 hab./km²).